# Alexis Busin
Alexis Busin, né le 7 septembre 1995 à Boulogne-sur-Mer, est un footballeur français. Il évolue au poste de milieu offensif à l'US Boulogne.

## Carrière
En 2008, licencié au Touquet AC, il fait partie des 55 joueurs retenus pour le concours d'entrée au Pôle Espoirs de Liévin, qu'intègre jusqu'à ses 15 ans, en compagnie de Clément Lenglet. En 2010, aux côtés de Wylan Cyprien, Jean-Philippe Gbamin et Ange-Freddy Plumain, il termine troisième de la Coupe Nationale U15 avec la sélection de la Ligue du Nord-Pas-de-Calais. Alexis Busin signe son premier contrat professionnel d'une durée de trois ans en 2015.
Il ne marquera pas l'ASNL, marquant seulement 9 buts en plus de 80 matchs joués. Son plus grand fait de jeu restera son double poteau face au Paris-Saint-Germain le 4 mars 2017.

## Statistiques
| Saison                | Club                    | Championnat           | Championnat | Championnat | Coupe nationale | Coupe nationale | Coupe de la Ligue | Coupe de la Ligue | Total | Total |
| Saison                | Club                    | Division              | M.          | B.          | M.              | B.              | M.                | B.                | M.    | B.    |
| 2013-2014             | AS Nancy-Lorraine       | Ligue 2               | 3           | 1           | -               | -               | -                 | -                 | 3     | 1     |
| 2014-2015             | AS Nancy-Lorraine       | Ligue 2               | 6           | 0           | 2               | 0               | 2                 | 0                 | 10    | 0     |
| 2015-2016             | AS Nancy-Lorraine       | Ligue 2               | 21          | 3           | 1               | 0               | -                 | -                 | 22    | 3     |
| 2016-2017             | AS Nancy-Lorraine       | Ligue 1               | 6           | 1           | -               | -               | -                 | -                 | 6     | 1     |
| 2017-2018             | AS Nancy-Lorraine       | Ligue 2               | 16          | 1           | 2               | 1               | 2                 | 0                 | 20    | 2     |
| 2018-2019             | AS Nancy-Lorraine       | Ligue 2               | 16          | 1           | 4               | 1               | -                 | -                 | 20    | 2     |
| Sous-total            | Sous-total              | Sous-total            | 68          | 7           | 9               | 2               | 4                 | 0                 | 81    | 9     |
| 2016-2017             | Clermont Foot 63 (prêt) | Ligue 2               | 6           | 0           | -               | -               | 2                 | 0                 | 8     | 0     |
| 2019-2020             | US Avranches            | National              | 2           | 0           | -               | -               | -                 | -                 | 2     | 0     |
| 2020-2021             | US Avranches            | National              | 14          | 4           | 3               | 0               | -                 | -                 | 17    | 4     |
| Sous-total            | Sous-total              | Sous-total            | 16          | 4           | 3               | 0               | -                 | -                 | 19    | 4     |
| 2021-2022             | US Boulogne             | National              | 9           | 3           | -               | -               | -                 | -                 | 9     | 3     |
| 2022-2023             | US Boulogne             | National 2            | 27          | 2           | 3               | 5               | -                 | -                 | 30    | 7     |
| 2023-2024             | US Boulogne             | National 2            | 17          | 2           | 3               | 1               | -                 | -                 | 20    | 3     |
| 2024-2025             | US Boulogne             | National              | 5           | 0           | 5               | 4               | -                 | -                 | 10    | 4     |
| Sous-total            | Sous-total              | Sous-total            | 58          | 7           | 11              | 10              | -                 | -                 | 69    | 17    |
| Total sur la carrière | Total sur la carrière   | Total sur la carrière | 148         | 18          | 23              | 12              | 6                 | 0                 | 177   | 30    |

## Palmarès
Il remporte la Ligue 2 en 2016 avec l'AS Nancy-Lorraine.